# Église Sant'Onofrio dei Vecchi

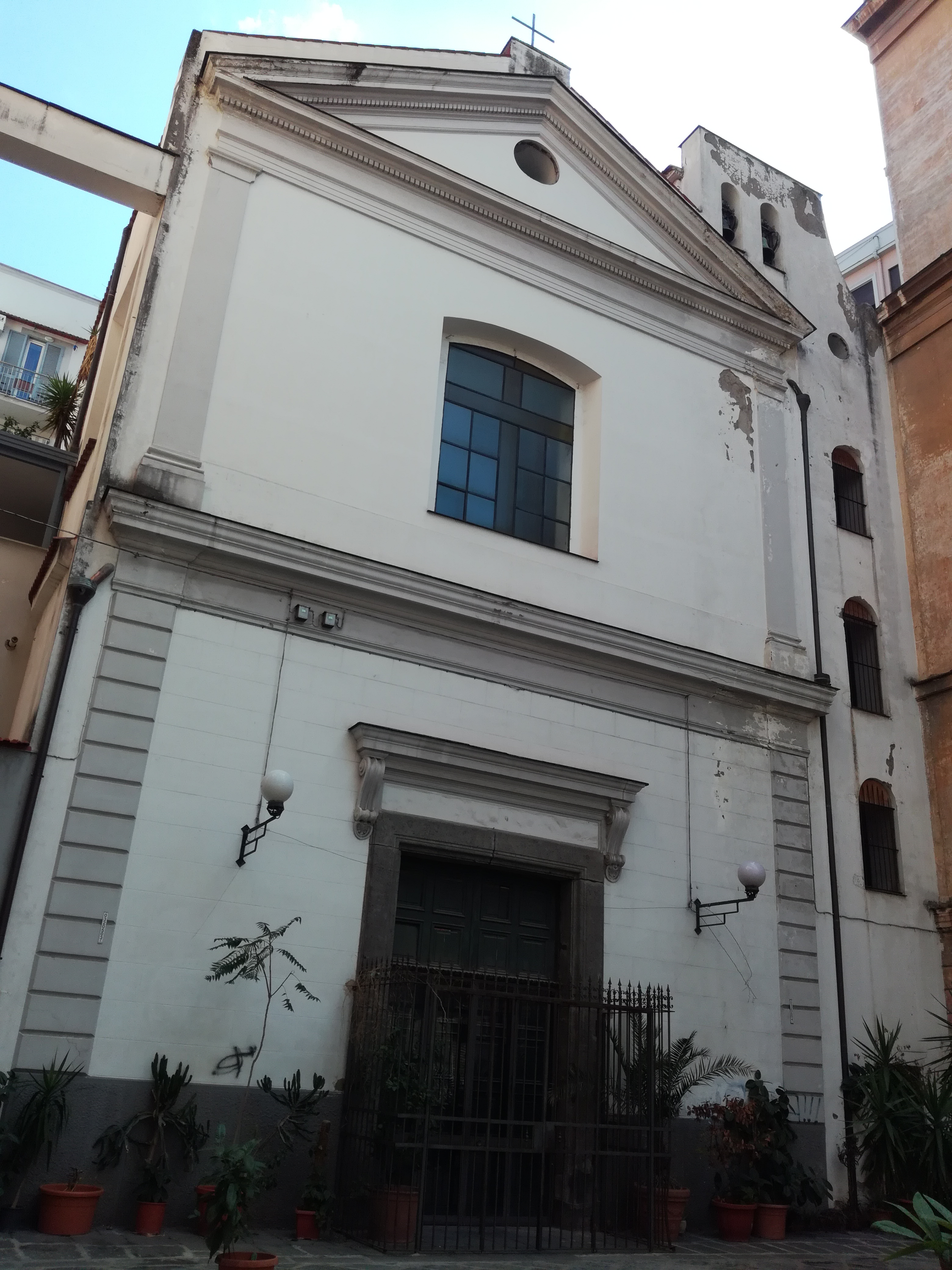
Façade de l'église.

L'église Sant'Onofrio dei Vecchi (Saint-Onuphre-des-Vieux) est une église du centre historique de Naples dédiée à saint Onuphre. Elle donne piazzetta Sant'Onofrio dei Vecchi.

## Histoire
L'église est bâtie à l'emplacement d'une ancienne chapelle dédiée à Notre-Dame du Mont-Carmel où est installée en 1606 une statue de  saint Onuphre, objet d'une grande dévotion populaire.
L'église actuelle dédiée au saint (dite « des Vieux », à cause de sa proximité avec un asile de vieillards) est englobée dans un édifice construit à la fin du XIXe siècle auquel on peut accéder par un passage du transept gauche.
Il existe une autre église du centre de Naples consacrée à saint Onuphre, l'église Sant'Onofrio alla Vicaria.

## Intérieur

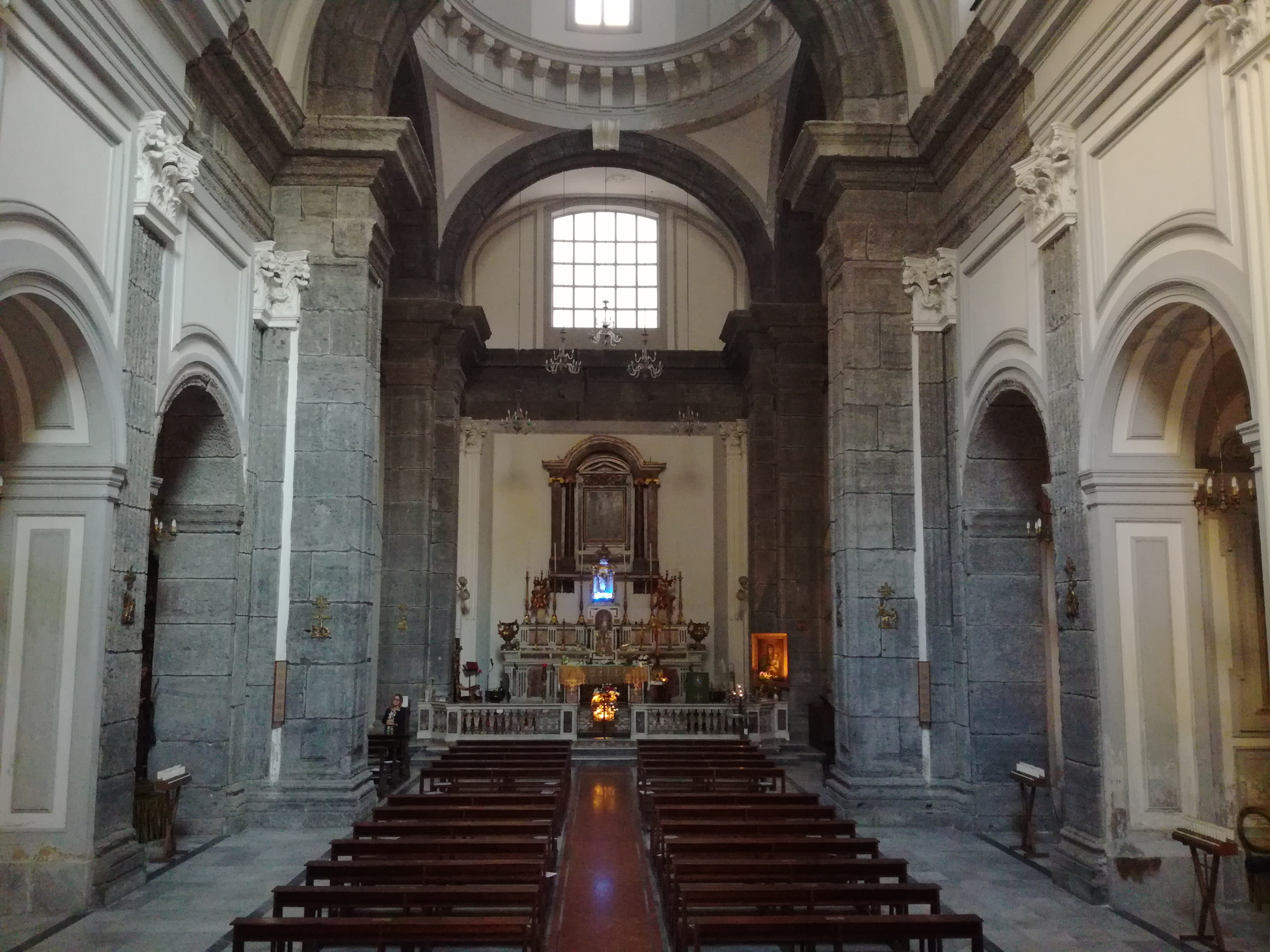
Intérieur de l'église.

L'église est bâtie au XVIe siècle et remaniée à plusieurs reprises surtout au XIXe siècle par Raffaele Cappelli. Des éléments médiévaux de l'ancienne chapelle disparaissent alors. Elle est à nef unique avec des chapelles latérales et un transept. Le précieux crucifix de bois du XVIIe siècle est de Giuseppe Sarno.

## Source de la traduction
- (it) Cet article est partiellement ou en totalité issu de l’article de Wikipédia en italien intitulé « Chiesa di Sant'Onofrio dei Vecchi » (voir la liste des auteurs).